# Liste der Herrscher namens Jakob
Jakob hießen folgende Herrscher:

## Weltliche Herrscher mit dem Namen Jakob
- Jakob (Äthiopien), Kaiser von Äthiopien

### Jakob I.
- Jakob I. (Aragón), der Eroberer, König von Aragón (1213–1276)
- Jakob I. (Zypern), König von Zypern (1382–1398)
- Jakob I. (Schottland), König von Schottland (1406–1437)
- Jakob I. (Baden), Markgraf von Baden (1431–1453)
- Jakob I. (England), König von England, (1603–1625)
- Jakob I. (Haiti), Kaiser von Haiti (1804–1806), eigentlich Jean-Jacques Dessalines[1]

### Jakob II.
- Jakob II. (Mallorca), König von Mallorca (1276–1311)
- Jakob II. (Aragón), der Gerechte, König von Aragón (1291–1327)
- Jakob II. (Schottland), König von Schottland (1437–1460)
- Jakob II. (Zypern), König von Zypern (1460–1473)
- Jakob II. (England), König von England (1685–1688)[2]
- Jakob II. (Urgell), Graf von Urgell
- Jakob II. Trapp, (um 1415–1475) österreichischer Adliger und Politiker.

### Jakob III.
- Jakob III. (Mallorca), König von Mallorca (1324–1344), † 1349
- Jakob III. (Schottland), König von Schottland (1460–1488)
- Jakob III. (Zypern), König von Zypern (1473–1474)
- Jakob III. (Baden-Hachberg), Markgraf von Baden-Hachberg (1584–1590)
- Jakob III. (Horn), Graf von Horn

### Jakob IV./V.
- Jakob IV. (Schottland), König von Schottland (1488–1513)
- Jakob IV. (Mallorca), König von Mallorca

- Jakob V., König von Schottland (1513–1542)

- Jakob VI. von Schottland ist Jakob I. (England), König von England
- Jakob VII. von Schottland ist Jakob II. (England), König von England[3]

## Weitere
- Jakow Dmitrijewitsch Malama, Vizekönig von Georgien (1904–1905)
- Jakob Kettler, Herzog von Kurland (1639–1682)
- Jakob von Savoyen (1450–1486), Graf von Romont und Herr der Baronie Waadt; Sohn des Herzogs Ludwig I. von Savoyen und der Anna von Lusignan
- Anund Jakob (1000–1050), König von Schweden

## Kirchliche Herrscher
- Jakob von Nisibis, Bischof der Syrisch-Orthodoxen Kirche von Antiochien in Nisibis (309–338)
- Jakob von Sarug, Dichter und Heiliger, Bischof der Syrisch-Orthodoxen Kirche von Antiochien in Sarug (519–521)
- Jakob von Edessa, Bischof der Syrisch-Orthodoxen Kirche von Antiochien in Edessa (684–688)
- Jakob von Oudshoorn, Fürstbischof von Utrecht (1322)[4]
- Jakob I., Bischof von Zagreb (1322–1326)
- Jakob I. von Vansdorf, von 1362 bis 1368 Propst des Klosterstifts Berchtesgaden
- Jakob I. von Sierck, Erzbischof von Trier und Kurfürst (1439–1456)
- Jakob II. von Baden, Erzbischof von Trier und Kurfürst (1503–1511)
- Jakob III. von Eltz, Erzbischof von Trier und Kurfürst (1567–1581)[5]
- Jakob III. Ruttenstock (1776–1844), Propst im Stift Klosterneuburg
- Ignatius Jakob III. von Bartella, syrischer Geistlicher, Patriarch der Syrisch-Orthodoxen Kirche von Antiochien (1957–1980)

## Nichtregenten
- Jakob III. (England) James Francis Edward Stuart, schottisch-englischer Thronprätendent
- Jakob Louis Heinrich Sobieski, Kronprinz von Polen
- Jakob VIII. (Schottland) ist Jakob III. (England)

## James
Hinweis: Der englischsprachige Name James wird im Deutschen mit Jakob übersetzt.